# Bust Antonio López y López (Agapit Vallmitjana Abarca)
El bust d'Antonio López y López va ser realitzat per Agapit Vallmitjana i Abarca al voltant de la segona meitat del segle xix. Veiem el primer marquès de Comillas retratat en el seu període avançat. Sobre aquesta obra, s'obté molt poca informació, per no dir cap, però és relacionable amb el monument a Antonio López y López que realitzaria el pare d'Agapit Vallmitjana Abarca.

## Context històric
Agapit Vallmitjana Abarca, fill i deixeble de Venanci Vallmitjana Barbany, va iniciar la seva tasca d'escultor amb petites escultures de fang als voltants de l'any 1880. Els primers anys va treballar al taller familiar d'Agapit i Venanci Vallmitjana i, posteriorment va seguir dedicant-se a l'escultura juntament amb el seu pare. Al principi es dedicà a fer petites peces de terracota o de guix bronzejat de temàtica costumista i mitològica, però també animalista. La seva nova mirada de la realitat i la seva plasmació en moltes de les seves obres, fa que veiem aquest trencament amb els principis neoclàssics establerts fins al moment. Agapit obre nous camins i, en certa manera, deixa les portes de la lliberta obertes per als seus successors.

### Sobre l'obra i el monument a Barcelona de Venanci Vallmitjana
La imatge d'Antonio López y López, primer marquès de Comillas, ha estat present en pintures, escultures, gravats i fotografies. No sense excloure els retrats que es van dur a terme per l'ús privat en les residències familiars on es van fer retrats amb funció propagandística, com els que es troben distribuïts a les sedes de les seves empreses i els monuments commemoratius a Barcelona, Comillas i Matagorda (Cadis). Tot i que l'autor de l'obra s'atribueix a Agapit Vallmitjana Abarca, no es troba cap informació documentada sobre la realització d'obres del marquès per part d'Abarca. En canvi, però, trobem evidències sobre la realització d'escultures per part del seu pare i del seu tiet, Venanci i Agapit Vallmitjana. A la ciutat de Barcelona, després de la mort del marquès, també conegut per ser comerciant d'esclaus, un grup de famílies benestants encapçalades per Manuel Girona i Claudi López, el seu fill, van promoure una iniciativa per erigir-li un monument. La primera pedra va ser posada el 24 de setembre de 1883 i un any després, el 13 de setembre va ser inaugurat. La primera estàtua que es realitzaria seria de Venanci Vallmitjana, que va utilitzar peces de bronze procedents dels vaixells de la Companyia Transatlàntica fundada pel mateix López. El 20 de setembre de l'any 1885, es publica en el diari "La Vanguardia": "el conegut escultor Sr. Agapit Vallmitjana està treballant una estàtua del Sr. Antonio López i López, que coronarà el monument que s'erigeix a Santander en la seva memòria".
L'obra d'Abarca, hauria estat realitzada poc temps abans que el marquès morís, ja que se'l representa en un estat d'edat bastant avançada, sense barba i poc cabell. La vestimenta es caracteritza per una jaqueta de grans solapes i doble botonat, vestimenta amb la qual se'l representa normalment. Per sota s'entreveu el corbatí i el coll de la camisa.